# Zadubravlje
Zadubravlje is een plaats in de gemeente Garčin in de Kroatische provincie Brod-Posavina. De plaats telt 988 inwoners (2001).